# Alberto Leiva Rey
Alberto Leiva Rey (Madrid, 1923-Madrid, 17 de abril de 1989) fue un político y magistrado español. Durante la Dictadura franquista ejerció como gobernador civil en varias provincias y delegado nacional de Prensa y Radio.

## Biografía
Nació en Madrid en 1923. Realizó estudios de derecho por la Universidad Central de Madrid, donde se licenciaría en 1923. Ingresó en la carrera judicial en 1948. Magistrado de profesión, entre 1956 y 1958 ejerció como fiscal provincial de Tasas de Alicante. También llegó a ejercer como profesor de derecho civil en la Universidad Central de Madrid.
En 1966 fue nombrado gobernador civil —y jefe provincial de FET y de las JONS— de Ávila. En diciembre de 1969 fue nombrado delegado nacional de Prensa, Propaganda y Radio del «Movimiento», cargo que ejercería hasta septiembre de 1970. También fue nombrado miembro del Consejo Nacional del Movimiento, así como procurador en las Cortes franquistas. En una ocasión, en 1970, mostró públicamente su adhesión al legado de José Antonio Primo de Rivera y llegaría a declarar:

Queremos, hoy como ayer, una España más clara, más rica, más justa, más limpia y más alegre. Queremos, hoy como ayer, la España exacta y digna que José Antonio soñaba [...].

Con posterioridad desempeñaría los cargos de gobernador civil en las provincias de Sevilla y Granada.
Falleció en Madrid el 17 de abril de 1989.

## Reconocimientos
- Gran Cruz de la Orden del Mérito Civil (1972)[12]
- Gran Cruz del Mérito Aeronáutico, con distintivo blanco (1975)[13]